# Шадринский район
Ша́дринский район — административно-территориальная единица (район) в Курганской области России. В рамках организации местного самоуправления в границах района существует муниципальное образование Шадринский муниципальный округ (с 2004 до 2021 гг. — муниципальный район).
Административный центр — город Шадринск (в состав района не входит).

## География
Район расположен в северо-западной части Курганской области и граничит со Свердловской областью, а также с Шатровским, Каргапольским, Мишкинским, Шумихинским и Далматовским районами области. С северо-запада на юго-восток территорию района пересекает железная дорога «Екатеринбург—Курган».

## История

### 1923—1924 годы
На основании постановления ВЦИК от 3 ноября 1923 года и Декрета ВЦИК от 12 ноября 1923 года в составе Шадринского округа Уральской области образован Шадринский район с центром в городе Шадринске из Барневской, Батуринской, Канашской, Крестовской, Красномыльской, Осеевской, Погадайской, Сухринской, части Замараевской, Иванищевской, Кабанской и Осиновской волостей Шадринского уезда Екатеринбургской губернии. В состав района вошли 49 сельсоветов: Бабарыкинский, Бакальский, Барневский, Батуринский, Бобылевский, Большепогорельский (Погорельский), Верхнеполевской (Полевской), Верхозинский, Ганинский, Груздевский, Деминский, Ельниковский, Ермаковский, Замараевский, Иванищевский, Ильтяковский, Кабанский, Канашский, Камчатский, Качесовский, Коврижский, Кокоринский, Колесниковский, Колмогоровский, Красномыльский, Крестовский, Макаровский, Максимовский, Мальцевский, Маслянский, Медвежский, Мингалевский, Мироновский, Мишагинский, Могильский, Мыльниковский, Нижнеполевской (Полевской), Новопесковский, Осеевский, Осиновский, Погадайский, Симаковский, Синицкий, Соровской, Сухринский, Хлызовский, Черемисский, Шахматовский, Ячменевский.

### 1924—1926 годы
Постановлением 1-го Шадринского районного съезда Советов от 18 января 1924 года Шадринский район переименован в Исетский район.
Постановлением Президиума Шадринского окрсполкома от 3 февраля 1924 года образованы Боровской и Жеребёнковский сельсоветы, упразднён Мишагинский сельсовет.
Постановлением Президиума Шадринского окрсполкома от 28 февраля 1924 года образован Березовский сельсовет. Батуринский, Бобылевский, Боровской, Деминский, Ельниковский, Жеребёнковский, Кабанский, Камчатский, Колесниковский, Макаровский, Максимовский, Мингалевский, Мироновский, Новопесковский, Погадайский и Симаковский сельсоветы перечислены в Батуринский район. Груздевский сельсовет перечислен в Ольховский район. Колмогоровский сельсовет перечислен в Каргапольский район.
Постановлением Президиума Шадринского окрсполкома от 13 сентября 1924 года Медвежский сельсовет перечислен в Ольховский район.
Постановлением Президиума Уралоблисполкома от 31 декабря 1925 года Медвежский сельсовет перечислен из Ольховского района.

### 1926—1963 годы
Постановлением Президиума Уралоблисполкома от 15 сентября 1926 года Исетский район переименован в Шадринский район.
Постановлением ВЦИК от 10 июня 1931 года из упразднённого Батуринского района перечислены Батуринский, Боровской, Выселковский, Деминский, Жеребёнковский, Кабанский, Камчатский, Колесниковский, Макаровский, Максимовский, Мингалевский, Мироновский, Новопесковский, Песчанотаволжанский, Погадайский и Симаковский сельсоветы.
Постановлением ВЦИК от 1 января 1932 года из упразднённого Белоярского района перечислены Барабинский, Белоярский, Никитинский и Понькинский сельсоветы.
В 1932 году упразднён Выселковский сельсовет.
Постановлением ВЦИК от 17 января 1934 года район включён в состав вновь образованной Челябинской области.
Постановлением ВЦИК от 20 декабря 1934 года Барабинский сельсовет перечислен в Далматовский район.
Постановлением ВЦИК от 18 января 1935 года Белоярский сельсовет перечислен в Уксянский район, Песчанотаволжанский сельсовет перечислен в Галкинский район.
Указом Президиума Верховного Совета РСФСР от 8 мая 1941 года город Шадринск отнесён к городам областного подчинения.
Указом Президиума Верховного Совета РСФСР от 6 июня 1941 года Березовский и Осиновский сельсоветы перечислены в Каргапольский район. Ильтяковский и Кокоринский сельсоветы перечислены в Мехонский район.
Указом Президиума Верховного Совета СССР от 6 февраля 1943 года район включён в состав вновь образованной Курганской области.
Указом Президиума Верховного Совета РСФСР от 24 января 1944 года Барневский, Батуринский, Боровской, Деминский, Жеребёнковский, Кабанский, Камчатский, Качесовский, Колесниковский, Макаровский, Максимовский, Мингалевский, Мироновский, Нижнеполевской, Новопесковский, Погадайский, Симаковский, Соровской, Черемисский и Шахматовский сельсоветы перечислены во вновь образованный Батуринский район.
Указом Президиума Верховного Совета РСФСР от 31 июля 1952 года Дрянновский сельсовет перечислен из Ольховского района.
Указом Президиума Верховного Совета РСФСР от 14 июня 1954 года упразднены Бакальский, Верхнеполевской, Дрянновский, Ермаковский, Иванищевский, Крестовский, Медвежский, Никитинский, Синицкий, Хлызовский и Ячменевский сельсоветы.
Указом Президиума Верховного Совета РСФСР от 8 мая 1956 года из упразднённого Батуринского района перечислены Батуринский, Боровской, Деминский, Кабанский, Колесниковский, Макаровский, Мингалевский, Нижнеполевской, Новопесковский, Песчанотаволжанский, Погадайский, Черемисский и Шахматовский сельсоветы.
Решением Курганского облисполкома от 13 марта 1957 года Боровской, Колесниковский и Новопесковский сельсоветы перечислены в Кировский район. Могильский сельсовет перечислен в Ольховский район.
Решением Курганского облисполкома от 28 апреля 1959 года упразднён Бабарыкинский сельсовет.
Решением Курганского облисполкома от 16 апреля 1962 года упразднён Замараевский сельсовет.

### 1963—1965 годы
Указом Президиума Верховного Совета РСФСР от 1 февраля 1963 года образован укрупненный Шадринский сельский район с центром в городе Шадринске. В состав района вошло 50 сельсоветов: Антракский, Бариновский, Батуринский, Бединский, Верхозинский, Воденниковский, Ганинский, Дальнекубасовский, Деминский, Изъедугинский, Ильинский, Ильтяковский, Ичкинский, Кабанский, Камышевский, Канашский, Коврижский, Кодской, Кондинский, Красномыльский, Кызылбаевский, Макаровский, Мальцевский, Маслянский, Мехонский, Мингалевский, Мостовской, Мыльниковский, Неонилинский, Нижнеполевской, Ожогинский, Ольховский, Осеевский, Песчанотаволжанский, Песьянский, Погадайский, Погорельский, Понькинский, Портнягинский, Самохваловский, Спицынский, Сухринский, Терсюкский (Ольховского района), Терсюкский (Шатровского района), Топорищевский, Черемисский, Шатровский, Шахматовский, Широковский, Яутлинский.
Решением Курганского облисполкома от 23 марта 1964 года Сосновский сельсовет перечислен из Далматовского сельского района.
Решением Курганского облисполкома от 18 мая 1964 года Антракский и Терсюкский сельсоветы объединены в Терсюкский-1 сельсовет, Портнягинский и Терсюкский сельсоветы объединены в Терсюкский-2 сельсовет.
Решением Курганского облисполкома от 29 июня 1964 года Макаровский сельсовет переименован в Краснонивинский сельсовет, Терсюкский-1 сельсовет переименован в Байракский сельсовет.

### С 1965 года
Указом Президиума Верховного Совета РСФСР от 12 января 1965 года Шадринский сельский район преобразован в Шадринский район. Бариновский, Бединский, Дальнекубасовский, Изъедугинский, Ильинский, Камышевский, Кодской, Кондинский, Кызылбаевский, Мехонский, Мостовской, Ожогинский, Самохваловский, Спицынский, Терсюкский, Шатровский, Широковский и Яутлинский сельсоветы перечислены в Шатровский район.
Решением Курганского облисполкома от 28 июня 1965 года образован Юлдусский сельсовет.
Решением Курганского облисполкома от 10 января 1967 года образован Глубокинский сельсовет.
Решением Курганского облисполкома от 22 декабря 1972 года Шахматовский сельсовет переименован в Чистопрудненский сельсовет.
Решением Курганского облисполкома от 29 марта 1973 года Погадайский сельсовет переименован в Краснозвездинский сельсовет.
Решением Курганского облисполкома от 5 ноября 1974 года Песьянский сельсовет переименован в Зеленоборский сельсовет.
Решением Курганского облисполкома от 20 октября 1975 года Топорищевский сельсовет переименован в Тарасовский сельсовет, Воденниковский сельсовет переименован в Тюленевский сельсовет.
Решением Курганского облисполкома от 28 июня 1989 года образован Ключевской сельсовет.
Решением Курганского облисполкома от 21 августа 1990 года образован Борчаниновский сельсовет.
Решением Малого Совета Курганского областного Совета народных депутатов от 2 марта 1992 года часть Новопесковского сельсовета с деревнями Колесниково и Чистополье Мишкинского района перечислена в состав Батуринского сельсовета Шадринского района.
Решением Курганской областной Думы от 22 октября 1997 года Осеевский сельсовет переименован в Верхнеполевской сельсовет.
Законом Курганской области от 30 мая 2018 года упразднен Кабанский сельсовет.
Законом Курганской области от 10 декабря 2021 года № 140 в районе упразднены все сельсоветы, муниципальный район и входившие в его состав сельские поселения были преобразованы путём их объединения к 20 декабря 2021 года в муниципальный округ.

## Население
| 1926    | 1939    | 1959    | 1970    | 1979    | 1989    | 2002    | 2009    |
| ------- | ------- | ------- | ------- | ------- | ------- | ------- | ------- |
| 49 231  | ↗84 761 | ↘38 749 | ↗46 343 | ↘38 637 | ↘35 256 | ↘33 331 | ↘31 963 |
| 2010    | 2011    | 2012    | 2013    | 2014    | 2015    | 2016    | 2017    |
| ↘27 360 | ↘27 321 | ↗27 379 | ↘26 823 | ↘26 434 | ↘26 065 | ↘25 777 | ↘25 691 |
| 2018    | 2019    | 2020    | 2021    |         |         |         |         |
| ↘25 382 | ↘24 858 | ↘24 752 | ↗25 531 |         |         |         |         |

Накануне 1941 года в районе проживало свыше 45 тысяч человек в более чем в ста населённых пунктах.

### Национальный состав
Основное население района — русские — 91,1 %. Кроме того здесь проживают: татары — 4,2 %, украинцы — 1 %, другие — 3,7 %: белорусы, литовцы, башкиры, казахи и др. В районе расположены 3 татарских населенных пункта — Байрак, Юлдус и Сибирки.

## Территориальное устройство
В рамках административно-территориального устройства, до 2021 года район делился на административно-территориальные единицы: 34 сельсовета.
В рамках муниципального устройства, до 2021 года в одноимённый муниципальный район входили 34 муниципальных образования со статусом сельских поселений.
| №         | Бывшее муниципальное образование | Административный центр   | Количество населённых пунктов | Население (чел.) | Площадь (км²) |
| --------- | -------------------------------- | ------------------------ | ----------------------------- | ---------------- | ------------- |
| 1         | Байракский сельсовет             | село Байрак              | 1                             | →54              | 53,96         |
| 2         | Батуринский сельсовет            | село Батурино            | 5                             | →1282            | 372,81        |
| 3         | Борчаниновский сельсовет         | село Борчаниново         | 1                             | →202             | 88,98         |
| 4         | Верхнеполевской сельсовет        | село Верхняя Полевая     | 3                             | ↘1269            | 81,70         |
| 5         | Верхозинский сельсовет           | село Верхозино           | 3                             | ↘488             | 91,99         |
| 6         | Ганинский сельсовет              | село Ганино              | 3                             | ↗808             | 147,69        |
| 7         | Глубокинский сельсовет           | село Глубокое            | 2                             | ↗406             | 94,56         |
| 8         | Деминский сельсовет              | село Демино              | 3                             | ↗424             | 85,44         |
| 9         | Зеленоборский сельсовет          | село Зеленоборское       | 4                             | ↘243             | 290,68        |
| 10        | Ильтяковский сельсовет           | село Ильтяково           | 5                             | ↘402             | 146,62        |
| 11        | Ичкинский сельсовет              | село Ичкино              | 1                             | ↘496             | 114,94        |
| 11.000001 | Кабанский сельсовет              | село Большое Кабанье     | 2                             | ↘153             | 45,08         |
| 12        | Канашский сельсовет              | село Канаши              | 1                             | ↘1392            | 96,11         |
| 13        | Ключевской сельсовет             | село Ключи               | 2                             | ↘1392            | 15,68         |
| 14        | Коврижский сельсовет             | село Коврига             | 2                             | ↘522             | 97,15         |
| 15        | Краснозвездинский сельсовет      | село Красная Звезда      | 6                             | ↘1605            | 270,27        |
| 16        | Красномыльский сельсовет         | село Красномыльское      | 3                             | ↗995             | 97,10         |
| 17        | Краснонивинский сельсовет        | село Красная Нива        | 4                             | ↗1843            | 136,23        |
| 18        | Мальцевский сельсовет            | село Мальцево            | 2                             | ↗895             | 100,34        |
| 19        | Маслянский сельсовет             | село Маслянское          | 3                             | →743             | 116,23        |
| 20        | Мингалевский сельсовет           | село Мингали             | 1                             | ↘169             | 66,67         |
| 21        | Мыльниковский сельсовет          | село Мыльниково          | 1                             | ↘561             | 48,44         |
| 22        | Неонилинский сельсовет           | село Неонилинское        | 2                             | ↘334             | 152,92        |
| 23        | Нижнеполевской сельсовет         | село Нижнеполевское      | 4                             | ↘712             | 105,58        |
| 24        | Ольховский сельсовет             | село Ольховка            | 2                             | ↘1269            | 151,20        |
| 25        | Песчанотаволжанский сельсовет    | село Песчанотаволжанское | 2                             | ↗370             | 127,58        |
| 26        | Погорельский сельсовет           | село Погорелка           | 1                             | ↗2674            | 55,02         |
| 27        | Понькинский сельсовет            | село Понькино            | 3                             | ↘337             | 82,87         |
| 28        | Сосновский сельсовет             | село Сосновское          | 3                             | ↘249             | 121,90        |
| 29        | Сухринский сельсовет             | село Сухринское          | 3                             | ↘621             | 130,02        |
| 30        | Тарасовский сельсовет            | село Тарасова            | 3                             | ↘201             | 144,68        |
| 31        | Тюленевский сельсовет            | село Тюленево            | 2                             | ↘104             | 141,27        |
| 32        | Черемисский сельсовет            | село Черемисское         | 3                             | 419              | 59,83         |
| 33        | Чистопрудненский сельсовет       | село Чистопрудное        | 4                             | ↘1064            | 87,99         |
| 34        | Юлдусский сельсовет              | село Юлдус               | 2                             | ↘602             | 46,83         |

Законом Курганской области от 30 мая 2018 года, в состав Батуринского сельсовета были включены два населённых пункта упразднённого Кабанского сельсовета.
Законом Курганской области от 10 декабря 2021 года, муниципальный район и все входившие в его состав сельские поселения были упразднены и преобразованы путём их объединения в муниципальный округ; помимо этого были упразднены и сельсоветы района как его административно-территориальные единицы.

## Населённые пункты
В Шадринском районе (муниципальном округе) 92 населённых пункта (все — сельские).
| №  | Населённый пункт    | Тип     | Население | Бывшее муниципальное образование |
| -- | ------------------- | ------- | --------- | -------------------------------- |
| 1  | Агапино             | село    | ↘462      | Ганинский сельсовет              |
| 2  | Байрак              | село    | →54       | Байракский сельсовет             |
| 3  | Барневка            | деревня | ↗37       | Верхнеполевской сельсовет        |
| 4  | Барневское          | деревня | ↘140      | Верхнеполевской сельсовет        |
| 5  | Батурино            | село    | ↘1130     | Батуринский сельсовет            |
| 6  | Большое Кабанье     | село    | ↘177      | Батуринский сельсовет            |
| 7  | Борчаниново         | село    | →202      | Борчаниновский сельсовет         |
| 8  | Верхняя Полевая     | село    | ↗740      | Верхнеполевской сельсовет        |
| 9  | Верхозино           | село    | ↘532      | Верхозинский сельсовет           |
| 10 | Ганино              | село    | ↘171      | Ганинский сельсовет              |
| 11 | Глубокое            | село    | ↘526      | Глубокинский сельсовет           |
| 12 | Груздева            | деревня | ↗3        | Сосновский сельсовет             |
| 13 | Демино              | село    | ↘312      | Деминский сельсовет              |
| 14 | Демьяна Бедного     | деревня | ↘155      | Краснозвездинский сельсовет      |
| 15 | Деулина             | деревня | ↗104      | Красномыльский сельсовет         |
| 16 | Дрянново            | деревня | ↘207      | Мальцевский сельсовет            |
| 17 | Ельничная           | деревня | ↘53       | Деминский сельсовет              |
| 18 | Ермакова            | деревня | ↘53       | Понькинский сельсовет            |
| 19 | Жеребенкова         | деревня | ↘97       | Деминский сельсовет              |
| 20 | Завьялова           | деревня | ↘171      | Маслянский сельсовет             |
| 21 | Замараевское        | деревня | ↘139      | Сухринский сельсовет             |
| 22 | Зеленоборское       | село    | ↘257      | Зеленоборский сельсовет          |
| 23 | Иванищевское        | деревня | ↘225      | Ганинский сельсовет              |
| 24 | Ильтяково           | село    | ↘234      | Ильтяковский сельсовет           |
| 25 | Ичкино              | село    | ↘496      | Ичкинский сельсовет              |
| 26 | Камчатка            | деревня | ↘54       | Батуринский сельсовет            |
| 27 | Канаши              | село    | ↘1392     | Канашский сельсовет              |
| 28 | Каткова             | деревня | ↘47       | Тарасовский сельсовет            |
| 29 | Качесово            | деревня | ↘225      | Чистопрудненский сельсовет       |
| 30 | Качусово            | деревня | ↘93       | Черемисский сельсовет            |
| 31 | Ключи               | село    | ↗681      | Ключевской сельсовет             |
| 32 | Коврига             | село    | ↘482      | Коврижский сельсовет             |
| 33 | Кокорина            | деревня | ↘96       | Ильтяковский сельсовет           |
| 34 | Колесниково         | деревня | ↘84       | Батуринский сельсовет            |
| 35 | Комария             | деревня | ↗25       | Чистопрудненский сельсовет       |
| 36 | Комсомольская       | деревня | ↘191      | Батуринский сельсовет            |
| 37 | Кондакова           | деревня | ↘63       | Верхозинский сельсовет           |
| 38 | Красная Звезда      | село    | ↘930      | Краснозвездинский сельсовет      |
| 39 | Красная Нива        | село    | ↘1426     | Краснонивинский сельсовет        |
| 40 | Красномыльское      | село    | ↘793      | Красномыльский сельсовет         |
| 41 | Крестовское         | деревня | ↘6        | Верхозинский сельсовет           |
| 42 | Крутиха             | деревня | ↘68       | Сосновский сельсовет             |
| 43 | Лещево-Замараево    | посёлок | ↘46       | Сухринский сельсовет             |
| 44 | Макарово            | деревня | ↘339      | Краснонивинский сельсовет        |
| 45 | Максимова           | деревня | ↗66       | Краснозвездинский сельсовет      |
| 46 | Мальцево            | село    | ↘700      | Мальцевский сельсовет            |
| 47 | Маслянское          | село    | ↘607      | Маслянский сельсовет             |
| 48 | Медвежье            | деревня | ↘41       | Глубокинский сельсовет           |
| 49 | Мельникова          | деревня | →15       | Черемисский сельсовет            |
| 50 | Мингали             | село    | ↘169      | Мингалевский сельсовет           |
| 51 | Моховое             | деревня | ↘29       | Батуринский сельсовет            |
| 52 | Мыльниково          | село    | ↘561      | Мыльниковский сельсовет          |
| 53 | Назарова            | деревня | ↗8        | Нижнеполевской сельсовет         |
| 54 | Неонилинское        | село    | ↘305      | Неонилинский сельсовет           |
| 55 | Нижнеполевское      | село    | ↘345      | Нижнеполевской сельсовет         |
| 56 | Никитино            | деревня | →9        | Понькинский сельсовет            |
| 57 | Огонек              | деревня | ↘15       | Ильтяковский сельсовет           |
| 58 | Одина               | деревня | ↗38       | Краснонивинский сельсовет        |
| 59 | Октябрь             | деревня | ↘198      | Краснозвездинский сельсовет      |
| 60 | Ольховка            | село    | ↘1473     | Ольховский сельсовет             |
| 61 | Ольховское Озеро    | деревня | ↘8        | Зеленоборский сельсовет          |
| 62 | Перунова            | деревня | ↘78       | Ольховский сельсовет             |
| 63 | Песчанотаволжанское | село    | ↘244      | Песчанотаволжанский сельсовет    |
| 64 | Песьяное            | деревня | ↘58       | Зеленоборский сельсовет          |
| 65 | Плоская             | деревня | ↘89       | Ильтяковский сельсовет           |
| 66 | Погадайское         | деревня | ↘309      | Краснозвездинский сельсовет      |
| 67 | Погорелка           | село    | ↗2674     | Погорельский сельсовет           |
| 68 | Понькино            | село    | ↘333      | Понькинский сельсовет            |
| 69 | Прогресс            | село    | ↗593      | Ключевской сельсовет             |
| 70 | Просвет             | деревня | ↘262      | Краснозвездинский сельсовет      |
| 71 | Прыгова             | деревня | ↘57       | Ильтяковский сельсовет           |
| 72 | Саткан              | деревня | ↘0        | Зеленоборский сельсовет          |
| 73 | Сибирки             | деревня | ↘122      | Юлдусский сельсовет              |
| 74 | Симакова            | деревня | ↘7        | Краснонивинский сельсовет        |
| 75 | Соровское           | деревня | ↘351      | Нижнеполевской сельсовет         |
| 76 | Сосновское          | село    | ↘225      | Сосновский сельсовет             |
| 77 | Сухринское          | село    | ↘613      | Сухринский сельсовет             |
| 78 | Тарасова            | село    | ↘160      | Тарасовский сельсовет            |
| 79 | Титова              | деревня | ↘98       | Неонилинский сельсовет           |
| 80 | Топорищево          | деревня | ↘36       | Тарасовский сельсовет            |
| 81 | Тюленево            | село    | ↘147      | Тюленевский сельсовет            |
| 82 | Тюрикова            | деревня | 105       | Красномыльский сельсовет         |
| 83 | Фрунзе              | деревня | ↘199      | Песчанотаволжанский сельсовет    |
| 84 | Черемисское         | село    | ↘345      | Черемисский сельсовет            |
| 85 | Чернякова           | деревня | ↘156      | Нижнеполевской сельсовет         |
| 86 | Чистополье          | деревня | ↘5        | Батуринский сельсовет            |
| 87 | Чистопрудное        | село    | ↘771      | Чистопрудненский сельсовет       |
| 88 | Шаньгина            | деревня | ↘24       | Тюленевский сельсовет            |
| 89 | Шахматово           | деревня | ↘205      | Чистопрудненский сельсовет       |
| 90 | Шушарина            | деревня | →21       | Маслянский сельсовет             |
| 91 | Юлдус               | село    | ↘585      | Юлдусский сельсовет              |
| 92 | Ячменево            | деревня | ↘70       | Коврижский сельсовет             |

### Упразднённые населённые пункты
В 2007 году упразднены деревни: Крюкова, Клюкина, Малый Беркут, Воденникова и посёлок Коврига.

## Экономика
Основу экономики района составляет сельскохозяйственное производство. Самые значительные по объёмам производимой продукции предприятия района — ООО «Шадринское», ООО «Миллениум», СПК «Заветы Т. С. Мальцева», ООО «Ольховка». В ООО «Агапинское» ведется племенная работа по породам орловский рысак и русский тяжеловоз. Не только в России, но и за рубежом известна продукция предприятия народных художественных промыслов «Канашинские ковры». В районе ведется добыча минеральных вод, которые по своим характеристикам сопоставимы с известными минеральными лечебно-столовыми водами Северного Кавказа «Ессентуки-4» (Шадринское месторождение минеральных вод).

## Средства массовой информации
6 февраля 1918 года Шадринский уездный съезд Советов провозгласила в городе советскую власть. По этому поводу вышел первый номер советской газеты «Крестьянин и Рабочий». Её редактором стал А. А. Жданов. 30 июня 1918 года город заняли белогвардейские войска и газета изменила название на «Народную газету». 4 августа 1919 года части Рабоче-крестьянской Красной армии заняли город, стала издаваться газета «Деревенский коммунист». С 1 августа 1922 года стала выходить «Трудовая правда».
4 января 1924 года с образованием Шадринского округа стала выходить газета «Рабоче-крестьянская правда», орган Шадринского окружного комитета РКП(б) и горисполкома. Позднее начинает выходить издание «Путь к коммуне».
26 марта 1924 года открылся первый окружной съезд крестьянских и рабочих корреспондентов «Рабоче-крестьянской правды», в котором участвовало 95 человек. В Шадринском округе создан печатный орган «Путь просвещенца», освещающий деятельность работников просвещения.
С 17 октября 1943 года для города Шадринска начинает выпускаться отдельная газета «Шадринский рабочий» (орган Шадринского городского комитета ВКП(б) и Шадринского городского совета депутатов трудящихся), а газета «Путь к коммуне» остается газетой Шадринского районного комитета ВКП(б) и Шадринского районного совета депутатов трудящихся.
1 октября 1959 года газеты «Путь к коммуне» и «Шадринский рабочий» были объединены в газету «Шадринская правда», издававшуюся до 1 апреля 1961 года. Затем вновь издавалась газета «Шадринский рабочий».
С 1965 года издаётся районная газета «Авангард». Редакция располагалась по улице Пионерская, 25.
В 1988 году было принято решение о создании новой единой для города и района газеты «Шадринская новь» (тиражом 25-30 тысяч экземпляров). В 1991 году переименовна в «Исеть».
В конце 1990 года Шадринский райисполком принял решение о возобновлении выхода отдельной районной газеты. В январе 1991 года вновь был возобновлён выход газеты Шадринского района. После бурного обсуждения на страницах газеты её нового названия, газета стала называться «Шадринский курьер». В 1990-е годы газета располагалась в здании по улице Михайловская, 82. Тираж 1999 года — 10,4 тыс. экз. В 2000-е годы переместилась ещё на квартал от реки к центру города и теперь находится по улице Ленина, 119. Тираж газеты в 2015 году — 3,8 тыс. экземпляров.
Многие колхозы и совхозы выпускали свои многотиражные газеты: «Вперёд» — колхоз им. Жданова; «За изобилие» — колхоз «Рассвет»; «За урожай» — колхоз им. Ленина; «Заря» — совхоз «Заря»; «Колос» — ОПХ «Батуринское»; «Красная звезда» — совхоз «Красная звезда»; «Нива» — совхоз-техникум; «По заветам Ленина» — колхоз «Заветы Ленина»; «Призыв» — Ольховский свиноводческий совхоз; «Советский коневод» — Конный завод № 104; «Совхозный рабочий» — свиноводческий совхоз. Газета «Красная звезда» («Шадринская Красная Звезда») продолжала издаваться и в январе 2004 года тиражом 3000 экз. Редактор — Лариса Олеговна Семенова. Учредитель — Сельскохозяйственный производственный кооператив «Красная Звезда», Шадринский район.

## Известные жители
- Герои Советского Союза, родившиеся на этой территории: Н. В. Архангельский (1921—1945), Г. Ф. Барыкин (1916—1944), М. И. Важенин (1917—1981), Х. Г. Гизатуллин (1921—2007), А. А. Руднов (1922—1999), Ф. Е. Хребтов (1907—1984).
- Герои Социалистического Труда, родившиеся на этой территории: Т. С. Мальцев (1895—1994, дважды Герой), А. Г. Воложенин (1902—1975), А. Ф. Ионин (1915—1976), М. А. Косинцева (1926—2005), П. В. Пайвина (1914—1989), А. И. Сочнев (1925—2005), В. Г. Трофимов (1920—1988), Н. Г. Черемисин (1907—1969), И. Е. Язовский (1917—1974).

### Руководители органов исполнительной власти

#### Глава Администрации Шадринского района
- 1993 — 29 января 1999 — Суханов Геннадий Евстафьевич, досрочно прекратил полномочия
- 29 января 1999 — 16 июля 1999 — и. о. Хабаров Владимир Петрович
- 16 июля 1999 — декабрь 2007 — Осокин Владимир Валерьевич

#### Глава Шадринского района
- декабрь 2007 — 6 марта 2020 — Осокин Владимир Валерьевич, досрочно прекратил полномочия[35]
- 6 марта 2020 — 29 мая 2020 — и. о. Косовских Андрей Михайлович
- 29 мая 2020—2023 — Копылов Сергей Васильевич; с 1 июля 2022 — председатель ликвидационной комиссии, юридическое лицо Администрация Шадринского района (ИНН 4522001596) ликвидировано 2 июня 2023 года.

#### Глава Шадринского муниципального округа
7 июля 2022 года зарегистрирована Администрация Шадринского муниципального округа Курганской области (ИНН 4500001955)
- 29 июня 2022 —18 мая 2023 — Копылов Сергей Васильевич, досрочно прекратил полномочия[36]
- 18 мая 2023 — 9 июня 2023 — и. о. Косовских Андрей Михайлович
- 9 июня 2023 — 7 июля 2023 — и. о. Жуков Дмитрий Владимирович
- С 7 июля 2023 — Жуков Дмитрий Владимирович

### Руководители органов законодательной власти

#### Председатель Шадринской районной Думы
Шадринская районная Дума сформирована в 1996 году в соответствии с Законом Курганской области от 5 февраля 1996 года № 37 «О местном самоуправлении в Курганской области» и Законом Курганской области от 22 июля 1996 года № 67 «О выборах депутатов представительных органов местного самоуправления Курганской области». В соответствии с Уставом района были избраны 16 депутатов.
- I созыв (выборы 24 ноября 1996—2000)
  - 1996 — 29 января 1999 — Суханов Геннадий Евстафьевич, досрочно прекратил полномочия
  - 29 января 1999 — 16 июля 1999 — Хабаров Владимир Петрович
  - 16 июля 1999—2000 — Осокин Владимир Валерьевич
- II созыв (выборы 26 ноября 2000—2004) — Осокин Владимир Валерьевич
- III созыв (выборы 28 ноября 2004—2010) — Хабаров Владимир Петрович
- IV созыв (выборы 14 марта 2010—2015) — Уфимцев Сергей Викторович
- V созыв (выборы 13 сентября 2015—2020) — Уфимцев Сергей Викторович
- VI созыв (выборы 13 сентября 2020—2025) — Суханов Геннадий Евстафьевич; с 20 мая 2022 года — председатель ликвидационной комиссии, юридическое лицо Шадринская районная Дума (ИНН 4502017855) ликвидировано 2 июня 2023 года.

#### Председатель Думы Шадринского муниципального округа
18 мая 2022 года зарегистрирована Дума Шадринского муниципального округа Курганской области (ИНН 4500001144)
- I созыв (выборы 24 апреля 2022—2027) — Суханов Геннадий Евстафьевич